# Église Saint-Martin de Langrune-sur-Mer
Pour les articles homonymes, voir Église Saint-Martin.
L'église Saint-Martin est une église catholique située à Langrune-sur-Mer, en France.

## Localisation
L'église est située dans le département français du Calvados, sur la commune de Langrune-sur-Mer.

## Historique
L'édifice est classé au titre des monuments historiques en 1840.
La famille de Colombières possédait à l’origine les terres de Langrune. Avant de partir en croisade en 1096, Guillaume de Colombières en fit don à l’abbaye de Troarn. La donation fut confirmée par son fils Henry en 1103. On ne sait pas vraiment à quelle époque débuta la construction de l’église, peut-être dès le XIIe. Elle était terminée en 1298 comme l’indique une inscription à l’intérieur de l’église qui atteste que Mahaut, femme d'Adam Flamenc, écuyer, fit un don à l’église. Selon Arcisse de Caumont, le porche, la nef, le chœur et le premier étage de la tour dateraient du XIIIe.
Le clocher a été frappé plusieurs fois par la foudre et la flèche détruite vers 1640. Quand Arcisse de Caumont vit l’église dans la première moitié du XIXe siècle comme l’atteste le croquis de 1846, la flèche était tronquée, les quatre clochetons et les quatre lucarnes d’origine avaient disparu. Le clocher fut restauré dans son intégrité avec ses clochetons de 1904 à 1907. Mais le 6 juin 1944, l’église fut de nouveau endommagée, les dégâts furent réparés en 1968.
En 1932, les restes du martyr romain saint Hélidore, mort vers 820, furent déposés dans l’église et font depuis l’objet d’un pèlerinage.

## Description
L’église  est en  forme de croix latine. Le portail principal, à l’ouest, est protégé par un porche du XIIe siècle à l’ouverture de plein cintre et au faîte triangulaire dont la forme est répliquée par le pignon de la nef.
Cette nef comporte huit travées et est éclairée par des fenêtres en lancette, simples ouvertures sans  aucun apprêt, placées au-dessus d’une rangée d’arcatures aveugles en lancette également. Elle est flanquée de bas-côtés auxquels on accède par des arcades de plein cintre ou en arcs-brisés à peine marqués, soutenues par de grosses colonnes cylindriques. Les bas-côtés sont éclairés de simples baies en arc brisé sans colonnettes .
Le chœur se termine par une abside à cinq pans, contrairement à la plupart des églises de la campagne normande qui ont souvent un chevet plat. Il est orné d’élégants  chapiteaux.
La tour-lanterne, juchée sur la croisée du transept est l’élément le plus remarquable de cet édifice. Seul  le premier étage est visible  de l’intérieur. Quatre baies en lancette garnies de balustres surplombant une galerie aux ouvertures ornées de la même façon donnent de la lumière. De l’extérieur on aperçoit  sur chaque face de la tour, ces deux fenêtres géminées avec rose encadrées par des colonnettes  et accompagnées de chaque côté d’une arcade aveugle dans le même style. Ce premier étage se termine par une corniche  décorée sous laquelle court une frise de trèfles trilobés.
Le second étage de la tour rappelle celui de la tour de l’église Saint-Romain d'Étréham (canton de Trévières, Calvados) avec, sur chaque face, ses deux très hautes fenêtres géminées encadrées par deux arcatures aveugles. Cet étage se termine également par une corniche supérieure richement ornée de guirlandes de vigne et de feuillage, soulignée d’une frise de fleurs crucifères. Des acrotères sont perchés à chaque niveau aux quatre coins de la tour et au milieu de chaque face.
Une flèche octogonale de 23 mètres couronne l’ouvrage. Ajourée de trèfles dont le nombre de lobes va diminuant en hauteur, elle est entourée de quatre clochetons et quatre lucarnes élevés sur des colonnettes qui allègent l’ensemble. Détruits en 1640, ces clochetons et lucarnes ont été reconstruits par l'architecte Anthime de la Roque au début du XXe siècle. Le clocher surmonté de sa flèche d'une hauteur exceptionnelle pour une église de campagne témoigne de la richesse et de la puissance des constructeurs normands au XIIIe siècle.

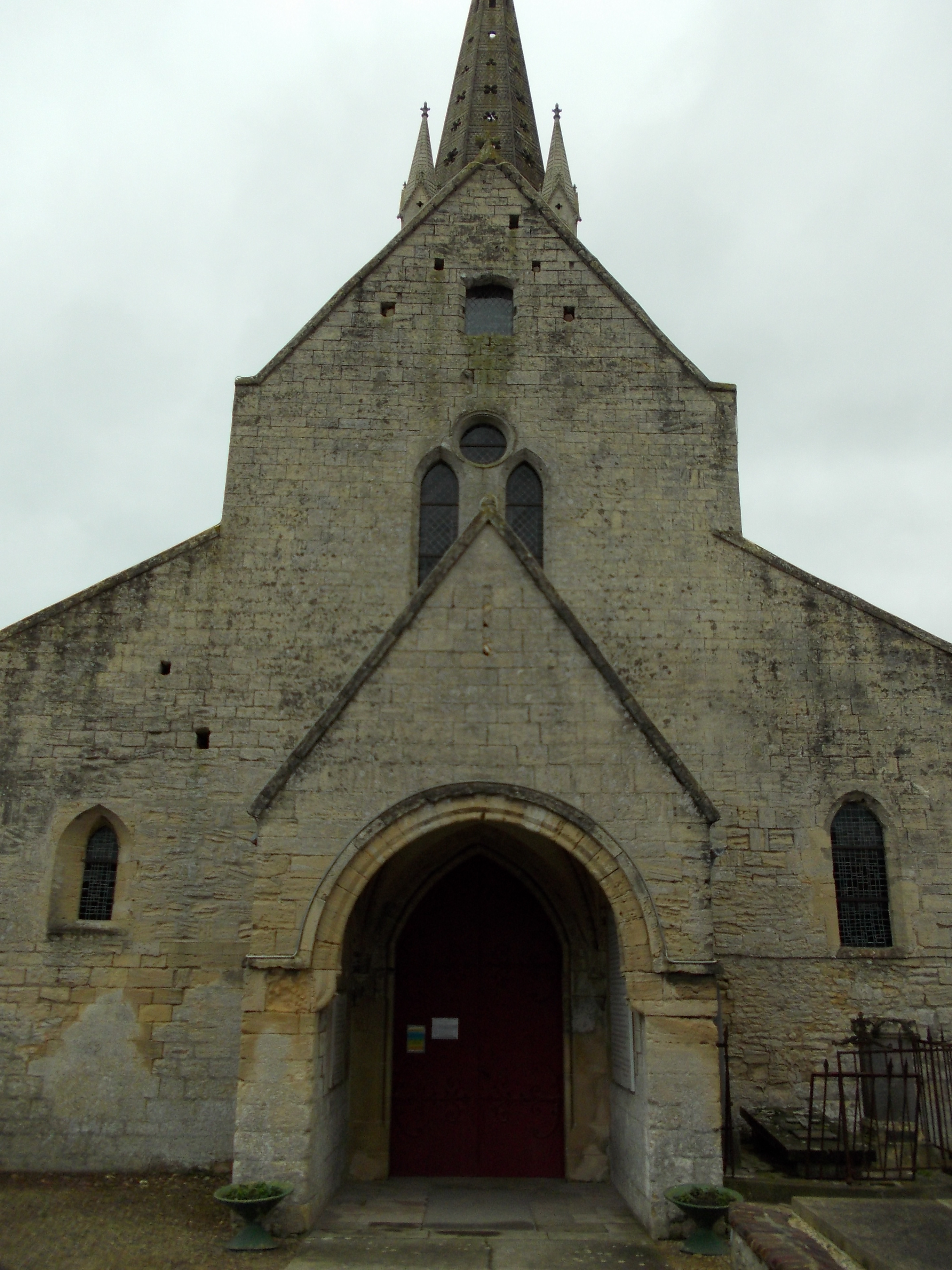
Porche à ouverture plein-cintre, mais dont la voûte est soutenue d'une croisée d'ogives en arc-brisé.
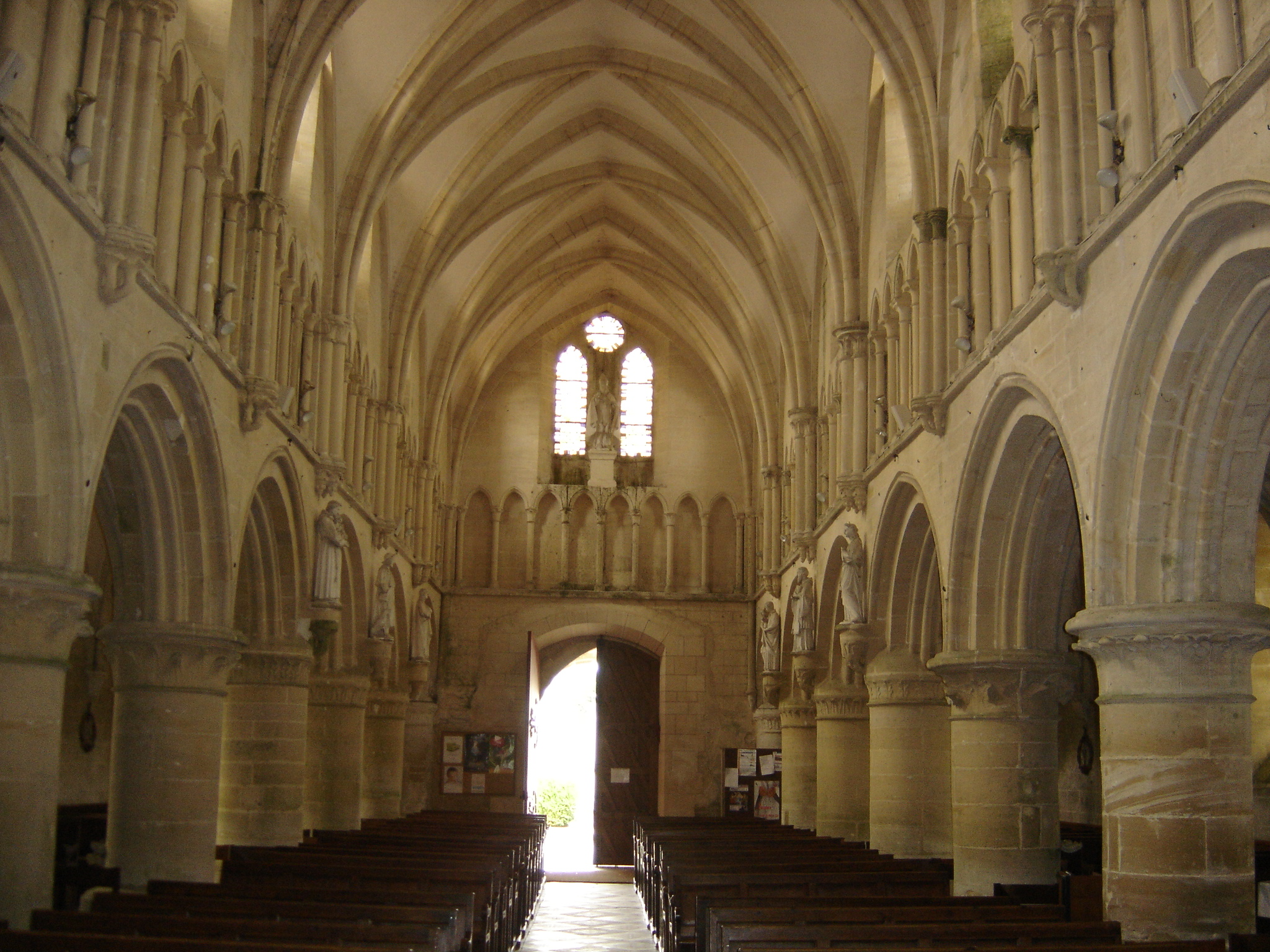
Piliers cylindriques des arcades, arcatures aveugles au-dessus.
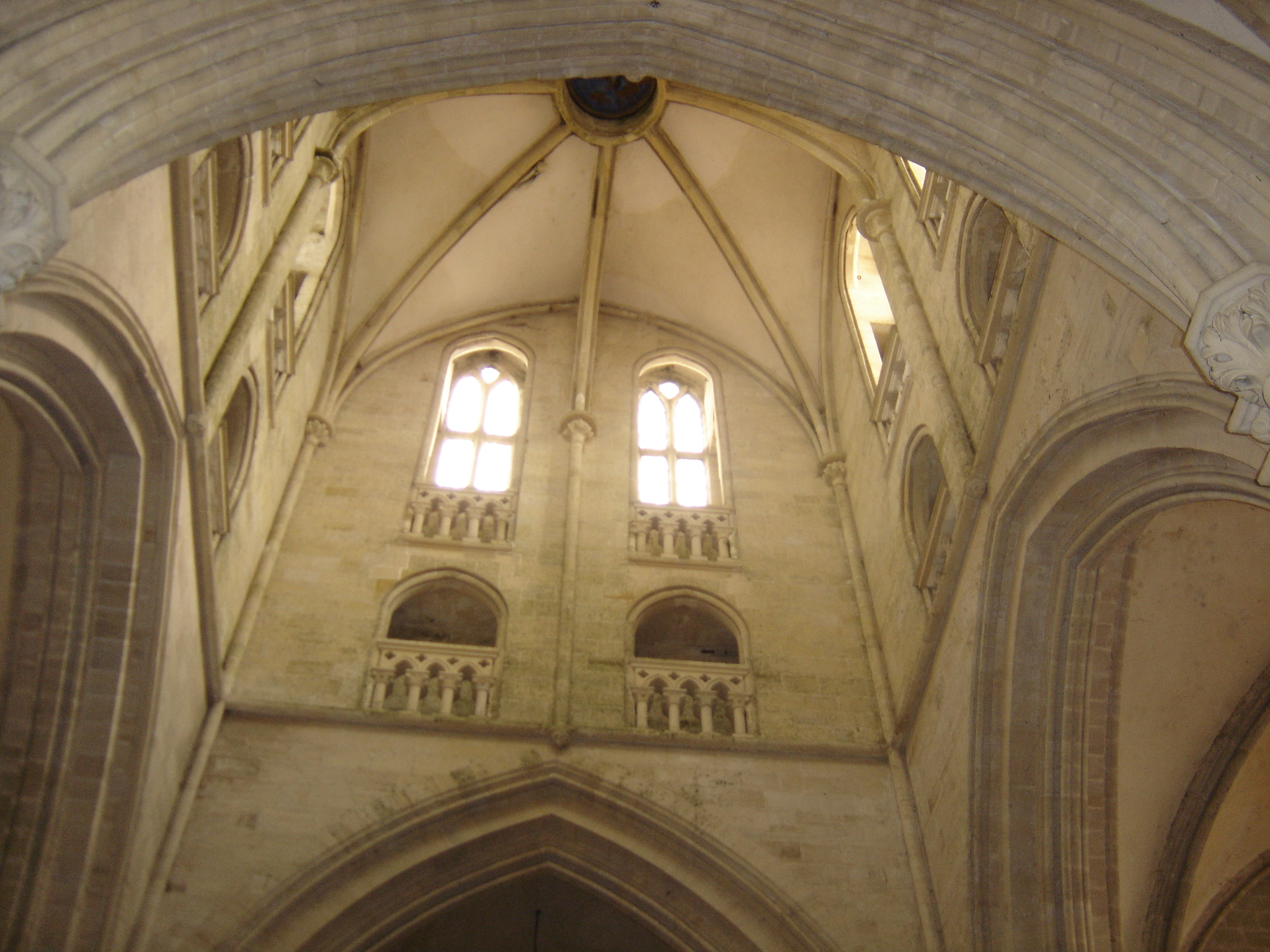
1er étage de la tour vu de l'intérieur.
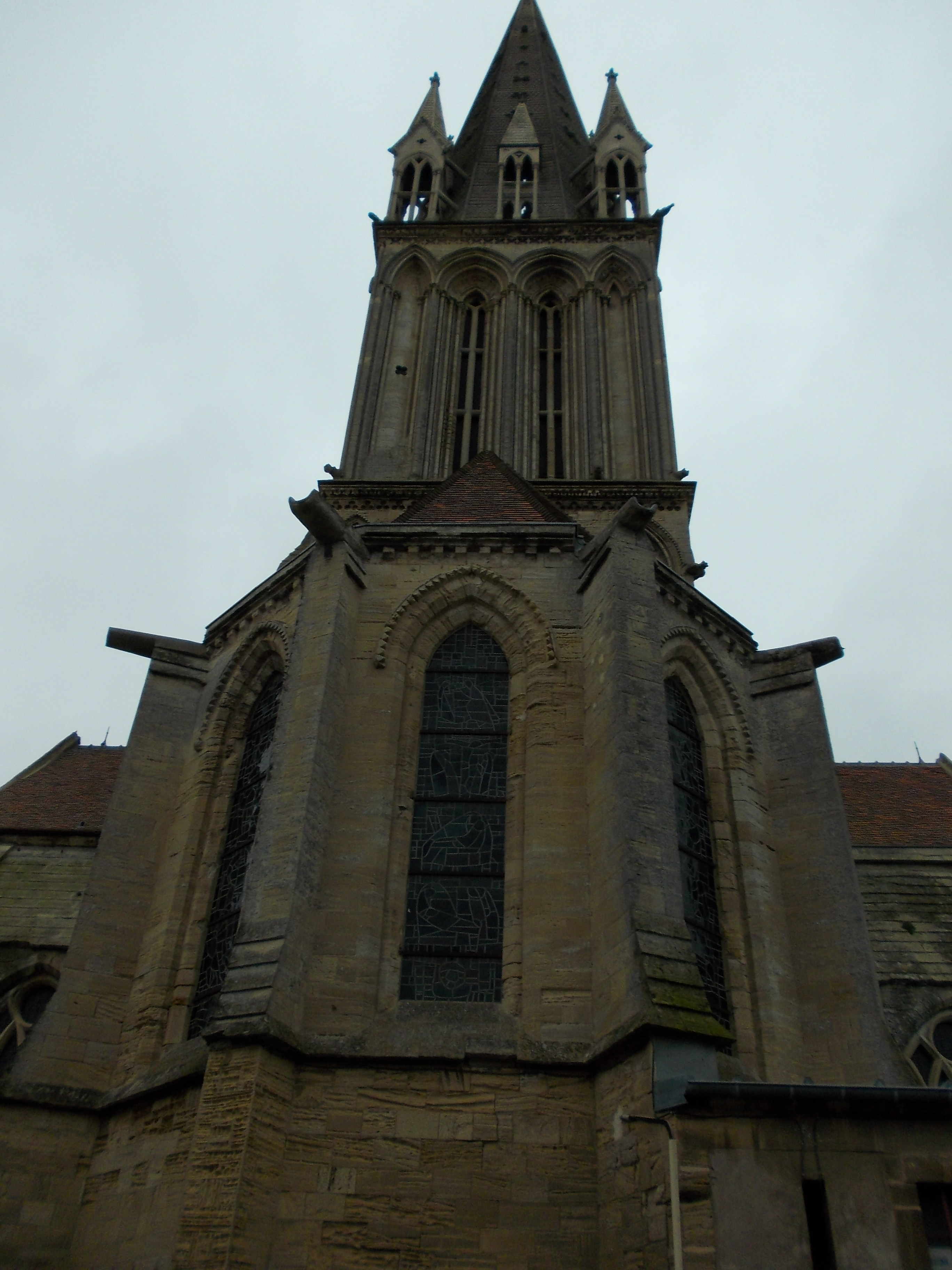
Abside à cinq pans.
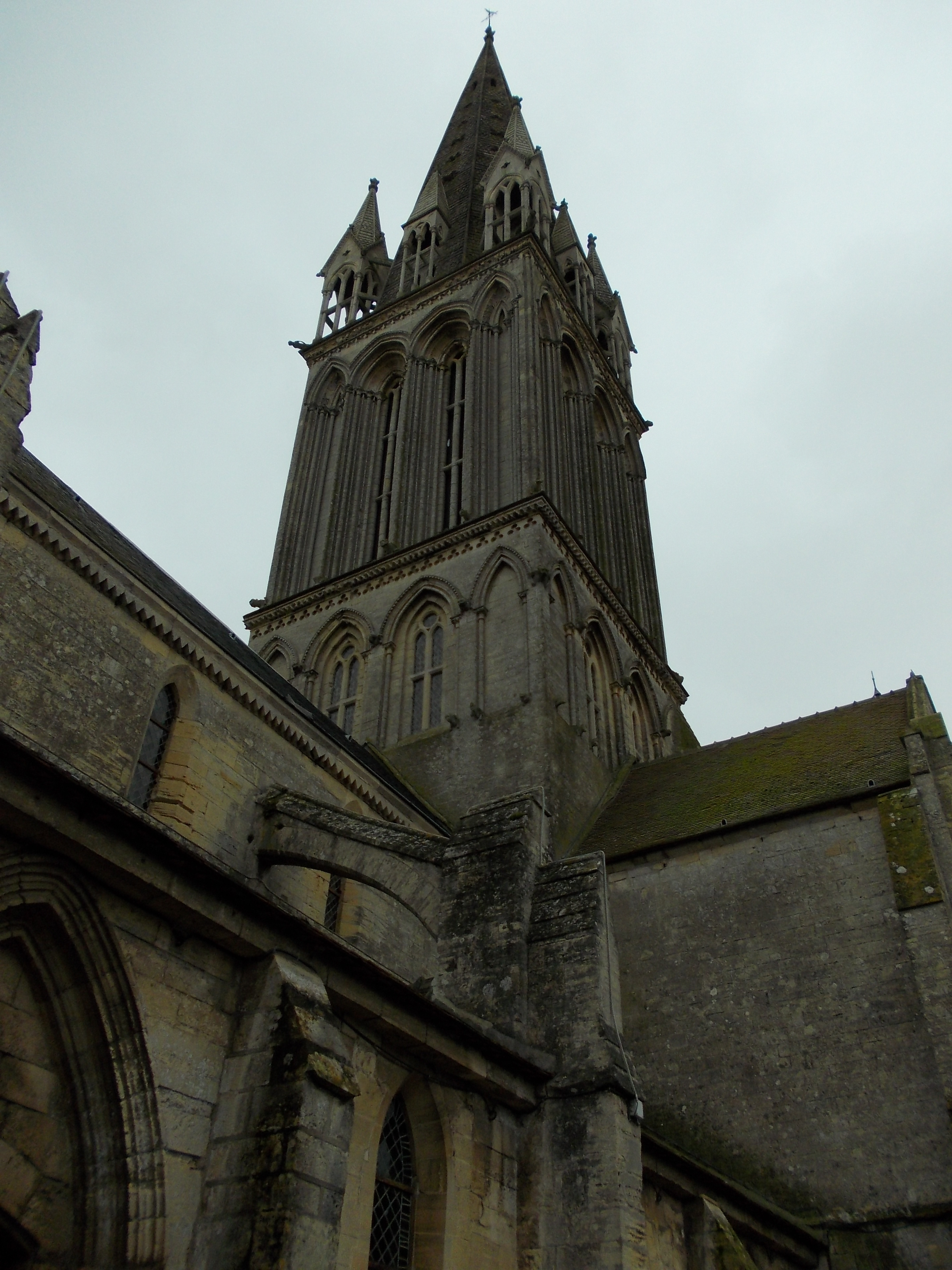
Tour vue du sud-ouest.